# Nikolai Estis

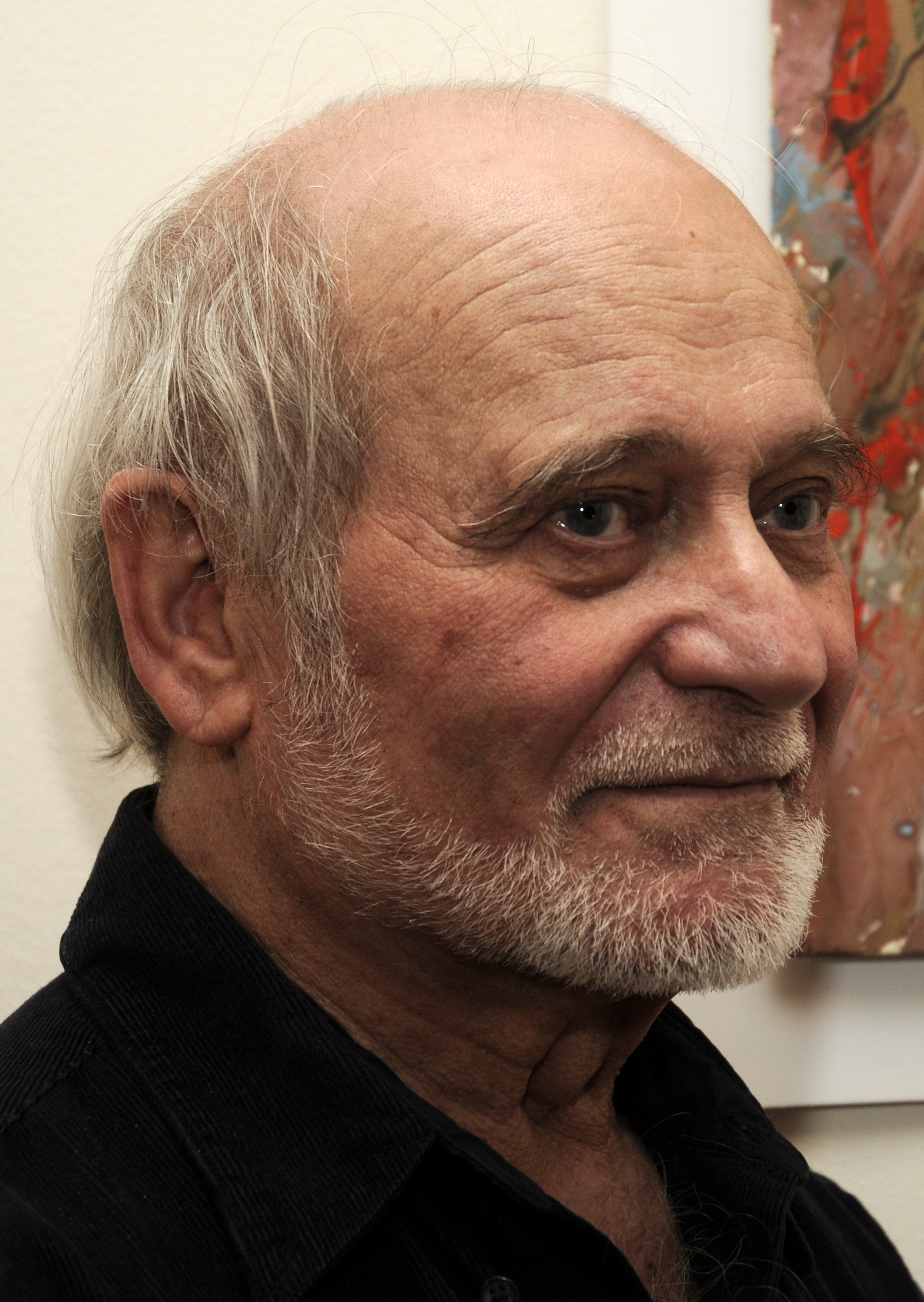
Nikolai Estis (2014)

Nikolai Estis (* 8. August 1937 in Moskau) ist ein russisch-deutscher Künstler.

## Leben
Estis wurde am 8. August 1937 in Moskau in einer jüdischen Familie geboren.
Im Jahre 1954 schloss er die Schule in Chmilnyk ab und siedelte nach Moskau über, um Kunst zu studieren. 1958 erlangte er das Diplom der Moskauer Künstlerisch-Graphischen Hochschule. In den folgenden zwei Jahren leistete er Wehrdienst bei der Sowjetarmee.
Vom Jahr 1960 an nahm er an Ausstellungen in Moskau, der Sowjetunion sowie im internationalen Raum teil. 1966 wurde die erste Einzelausstellung in Moskau eröffnet. Seither fanden in Russland und anderen Ländern über 70 Einzelausstellungen des Künstlers statt. Vielfach wurde Nikolai Estis mit unterschiedlichen Stipendien und Preisen ausgezeichnet.
Arbeiten des Künstlers befinden sich in Museen und privaten Sammlungen vieler Länder der Welt, u. a. in der Staatlichen Tretjakow-Galerie (Moskau) im Puschkin-Museum für Bildende Kunst (Moskau), im Staatlichen Literaturmuseum (Moskau), Staatlichen Kunstmuseum Estland, der Sammlung George Costakis sowie der Sammlung der Amerikanischen Akademie der Künste.
Er ist Mitglied der Künstlerverbände Deutschlands und Russlands sowie der Internationalen Künstlervereinigung. Sein Name ist eingetragen in der in Russland verlegten „Jüdischen Enzyklopädie“  sowie im Lexikon „Künstler aller Zeiten und Völker“ (München 2003).
Seit 1996 lebt und arbeitet Nikolai Estis in Hamburg und in Moskau.

## Familie
Ehefrau des Künstlers war die Künstlerin, Bildhauerin und Buchillustratorin Lydia Schulgina (1957–2000). Seine Söhne sind der Grafiker und Karikaturist Oleg Estis (1964–1999) sowie der Schriftsteller Alexander Estis (* 1986). Seine Tochter ist die Museumsspezialistin Elena Estis (* 1958).